# هارولد هاكيت
هارولد هاكيت (بالإنجليزية: Harold Hackett)‏ كان لاعب كرة مضرب أمريكي وكان يلعب باليد اليمنى. كما أنه أحد أبطال الجراند سلام. أعلى تصنيف له في الفردي كان المركز الـ 7 في سنة 1906.

## روابط خارجية
- هارولد هاكيت على موقع رابطة محترفي التنس (الإنجليزية)
- هارولد هاكيت على موقع الاتحاد الدولي لكرة المضرب (الإنجليزية)
- هارولد هاكيت على موقع كأس ديفيز (الإنجليزية)
- هارولد هاكيت على موقع قاعة مشاهير كرة المضرب الدولية (الإنجليزية)
- هارولد هاكيت على موقع بطولة ويمبلدون (الإنجليزية)